# كلودين باريتو
كلودين باريتو هي ممثلة فلبينية، ولدت في 20 يوليو 1979 بمانيلا في الفلبين.

## وصلات خارجية
- كلودين باريتو على موقع IMDb (الإنجليزية)
- كلودين باريتو على موقع ألو سيني (الفرنسية)
- كلودين باريتو على موقع ميوزك برينز (الإنجليزية)
- كلودين باريتو على موقع أول موفي (الإنجليزية)
- كلودين باريتو على موقع قاعدة بيانات الفيلم (الإنجليزية)
- كلودين باريتو على موقع كينوبويسك (الروسية)